# Asceles villosus
Asceles villosus är en insektsart som beskrevs av Ludwig Redtenbacher 1908. Asceles villosus ingår i släktet Asceles och familjen Diapheromeridae. Inga underarter finns listade i Catalogue of Life.